# سينثيا رايدر
سينثيا رايدر (بالإنجليزية: Cynthia Ryder)‏ هي مجدفة أمريكية، ولدت في 12 أغسطس 1966 في ليومنستر في الولايات المتحدة.

## وصلات خارجية
- سينثيا رايدر على موقع الاتحاد الدولي للتجديف (الإنجليزية)
- سينثيا رايدر على موقع اللجنة الأولمبية الدولية (الإنجليزية)
- سينثيا رايدر على موقع أوليمبيديا (الإنجليزية)